# Giovanni Battista da Vercelli
Giovanni Battista da Vercelli (Vercelli, c. 1465 - Roma, 27 de junio de 1517) fue un médico italiano, ejecutado por su supuesta implicación en una conjura contra la vida del papa León X.

## Biografía

### Médico en Venecia
Nacido en Vercelli entre 1463 y 1468, no hay noticias de sus primeros años. Algunos autores lo mencionan como Vieri Battista; en sus últimos años añadió a su nombre el de Della Rovere, supuestamente por concesión de algún personaje ilustre de esta familia.
En 1497 era miembro del colegio de cirujanos de Venecia, donde ejercía la medicina junto con su hermano Filiberto.  Su habilidad en curar el mal de piedra le proporcionaron una posición económica desahogada y le hicieron acreedor del título de caballero de San Marcos.
En 1508 se vio envuelto en una riña en la que resultó muerto su colega de profesión Girolamo da Verona; la justicia veneciana lo condenó a dos años de prisión y al destierro perpetuo.

### En Siena con los Petrucci
En 1512 se encontraba en Siena, donde su prestigio como inventor de un remedio contra el mal francés le hizo ganar la protección del signore Pandolfo Petrucci, que le otorgó la ciudadanía sienesa y la exención en el pago de impuestos.
Fue en esta época cuando se acuñó una medalla en su honor.
Con buena reputación como médico, entre sus pacientes se contaron personajes importantes como el marqués de Mantua Francesco Gonzaga, los cardenales Ippolito d'Este y Luigi de Rossi, el obispo Silvestro Gigli, el duque de Urbino Francesco Maria della Rovere y el hermano del papa Giuliano de Médici, gracias a quien consiguió la derogación del destierro de Venecia.
En marzo de 1516 el papa León X organizó un golpe de Estado para deponer a Borghese Petrucci, hijo del difunto Pandolfo, de su gobierno en la República de Siena, y los Petrucci se exiliaron.  Vercelli se estableció en Roma bajo la protección del cardenal Alfonso Petrucci (hermano de Borghese) e intentó que le concedieran el empleo de médico del papa en sustitución de Jacopo da Brescia, aunque no tuvo éxito en su solicitud.

### La conjura contra el papa
Residía en Florencia cuando en mayo de 1517 fue arrestado y conducido a Roma por su supuesta implicación en una conspiración contra la vida de León X.
El caso era que los agentes pontificios que interceptaron la correspondencia del cardenal Alfonso Petrucci descubrieron que éste buscaba la alianza del rey de España y del duque de Urbino Francesco Maria della Rovere para retomar por la fuerza el gobierno de Siena.
En el proceso judicial que se abrió, dirigido por el procurador fiscal Mario Petruschi, se interrogó a Marco Antonio Nini, secretario de Petrucci, Scipione Petrucci, su primo, y Bernardino de Perugia, su asistente, y se descubrió además que cuando Vercelli había solicitado el puesto de médico del papa, Petrucci y Vercelli habían concertado que este último debía envenenar a León X al tratarle de su fístula, pero que el atentado no se había podido llevar a cabo por no haberle sido concedido el puesto.
En la conjura estaban también involucrados los cardenales Sauli, Riario, Soderini y Castellesi y varias personas más.
Historiadores de siglos posteriores encontraron dudas razonables sobre el grado de culpabilidad de Vercelli en la conjura, considerando que la confesión de Marco Antonio Nini se produjo bajo tormento y las de Scipione y Bernardino de Perugia eran solo vaguedades, que posiblemente Vercelli había secundado a Petrucci de palabra pero no pensaba llevar a efecto el atentado, y que no tenía motivos para hacerlo pues podía esperar mayores favores del papa siendo su médico que del cardenal Petrucci tras el asesinato.
De todas maneras, Vercelli y Marco Antonio Nini fueron condenados a muerte.  En una comitiva dirigida por el maestro verdugo Jacopo da Bergamo, el 27 de junio de 1517 fueron sacados de la prisión de Campidoglio amarrados en una carreta, atenaceados públicamente por las calles de Roma, ahorcados y descuartizados en la piazza di Ponte, exhibidos allí mismo durante tres días y finalmente enterrados en el cementerio de Muro Torto, que estaba reservado para los ajusticiados y las prostitutas.